# Kvak Thehü
Kvak Thehü (hangul: 곽태휘, handzsa: 郭泰輝, RR: Kwak Tae-hwi; 1981. július 8. –) visszavonult dél-koreai válogatott labdarúgó, aki védőként játszott. 2020-ban vonult vissza. 2008 és 2017 között a dél-koreai labdarúgócsapat állandó kezdőjátékosa volt.